# La cocina de ellas
La La cocina de "ELLAS" es un libro de recopilación de recetas culinarias españolas escrito por el cocinero y gastrónomo Teodoro Bardají Mas en el año 1935 (primera edición). El título hace referencia a los trabajos que realizó a comienzos de siglo XX el cocinero Bardají en el semanario culinario «Ellas» cuyo editor fue José María Pemán (1932-1932). Se trata de uno de los primeros recetarios de la cocina española. Cada una de las recetas muestra los conocimientos culinarios del autor, indicando el origen de los platos, las costumbres asociadas, etc. al contrario que su libro anterior: Índice culinario, este se dedica a la cocina popular española, dando lugar a las recetas de la cocina popular del siglo XX.

## Características
Este libro, tras la primera edición de junio de 1935 en el Castillo de Viñuelas, el mismo Teodoro Bardají realizó una muy cuidada y ampliada segunda edición con el mismo título La cocina de "Ellas" en el año 1955.